# أكوش إيليش
أكوش إيليش (بالمجرية: Elek Ákos)‏ (مواليد 21 يوليو 1988) هو لاعب كرة قدم. يلعب مع منتخب المجر لكرة القدم. سبق له أن لعب في بطولة أمم أوروبا لكرة القدم 2016 مع منتخب بلاده.

## روابط خارجية
- أكوش إيليش على موقع الاتحاد الأوربي (الإنجليزية)
- أكوش إيليش على موقع اتحاد تركيا (لاعب) (الإنجليزية)
- أكوش إيليش على موقع قاعدة بيانات كرة القدم.إي يو (الإنجليزية)
- أكوش إيليش على موقع ناشيونال فوتبول تيمز (الإنجليزية)
- أكوش إيليش على موقع Soccerway.com (الإنجليزية)
- أكوش إيليش على موقع عالم كرة القدم.نت (الإنجليزية)
- أكوش إيليش على موقع AS.com (الإسبانية)